# Fritzia
Fritzia O. P.-Cambridge, 1879 è un genere di ragni appartenente alla Famiglia Salticidae.

## Distribuzione
L'unica specie oggi nota di questo genere è stata rinvenuta in Brasile e Argentina.

## Tassonomia
Normalmente considerata incertae sedis; rivalutata come genere a sé da uno studio dell'aracnologa Galiano del 1965.
A dicembre 2010, si compone di una sola specie:
- Fritzia muelleri O. P.-Cambridge, 1879[2] — Brasile, Argentina